# Acanthophis wellsi
Acanthophis wellsi är en ormart som beskrevs av Hoser 1998. Acanthophis wellsi ingår i släktet Acanthophis och familjen giftsnokar och underfamiljen havsormar.
Arten förekommer i regionen Pilbara i nordvästra Australien. Honor lägger inga ägg utan föder levande ungar.

## Underarter
Arten delas in i följande underarter:
- A. w. wellsi
- A. w. donnellani